# Maytown (Kentucky)
Maytown – jednostka osadnicza w Stanach Zjednoczonych, w stanie Kentucky, w hrabstwie Floyd.